# Stop Online Piracy Act
Stop Online Piracy Act (în română, Legea de încetare a pirateriei online), de asemenea, cunoscut sub numele de HR 3261, este un proiect de lege care a fost introdus în Camera Reprezentanților a Statelor Unite ale Americii la 26 octombrie 2011, prin reprezentantul Lamar Smith (R-TX) și un grup bipartizan de 12 inițiali co-sponsori. Proiectul de lege extinde capacitatea de aplicare a legii din SUA și a deținătorilor de drepturi de autor în combatere traficului on-line de materiale cu drepturi de autor de proprietate intelectuală și a mărfurilor contrafăcute.
Proiectul de lege propus inițial ar permite Departamentului de Justiție al SUA, precum și deținătorilor de drepturi de autor, de a solicita un mandat judecătoresc împotriva site-urilor acuzate ca au permis sau au facilitat încălcarea drepturilor de autor. În funcție de solicitările trimise către instanța de judecată, acțiunile luate ar putea include restricționare la rețelele de publicitate online și la facilitatori de plată, cum ar fi PayPal, obligarea  motoarelor de căutare de a șterge orice legătură cu astfel de site-uri și chiar solicitarea furnizorilor de servicii de Internet pentru a bloca accesul la astfel de site-uri. Proiectul de lege ar face streaming-ul neautorizat de conținut cu drepturi de autor o crimă, cu o pedeapsă maximă de cinci ani de închisoare pentru 10 de piese de muzică sau filme în termen de șase luni. Proiectul de lege oferă de asemenea imunitate serviciilor de internet care iau în mod voluntar măsuri împotriva acestor site-uri cu conținut care încalcă drepturile de autor.
Propunătorii proiectului de lege spun că protejează piața de proprietate intelectuală și industria corespunzătoare, locuri de muncă și venituri, și este necesară pentru a susține punerea în aplicare a legilor drepturilor de autor în special împotriva site-urile străine. Ei citează exemple, cum ar fi cazul în care Google a trebuit sa plătească 500 milioane dolari Departamentului de Justiție pentru rolul său într-o schema de targetare a consumatorilor din Statele Unite cu anunțuri pentru a cumpăra medicamente pe bază de prescripție ilegală de la farmacii din Canada. Oponenții spun că acesta încalcă drepturile din Primul Amendament, adică cenzura pe Internet și va amenința dreptul de libera exprimare.
Audieri pe SOPA au avut loc pe 16 noiembrie și 15 decembrie 2011. Comitetul judiciar din SUA este programat pentru a continua dezbaterea atunci când Congresul se întoarce din vacanța de iarnă, mai exact pe 24 ianuarie.